# Proichthydium coronatum
Proichthydium coronatum är en djurart som tillhör fylumet bukhårsdjur, och som beskrevs av Paciente A. Cordero 1918. Proichthydium coronatum ingår i släktet Proichthydium och familjen Proichthydiidae. Inga underarter finns listade i Catalogue of Life.